# Aspidoscelis ceralbensis
Aspidoscelis ceralbensis là một loài thằn lằn trong họ Teiidae. Loài này được Van Denburgh & Slevin mô tả khoa học đầu tiên năm 1921.